# Ernst Weber von Ebenhof
Ernst svobodný pán Weber von Ebenhof (10. října 1823 Cerhenice – 23. května 1893 Vídeň) byl rakousko-uherský státní úředník. Ve státní správě sloužil od roku 1845, dvacet let zastával různé funkce u místodržitelství v Čechách, nakonec byl dlouholetým sekčním šéfem na rakouském ministerstvu orby (1874–1888). V roce 1880 byl povýšen do stavu svobodných pánů. Jeho staršími sourozenci byli český místodržitel Philipp Weber von Ebenhof a významný lékař Ferdinand Weber von Ebenhof.

## Životopis

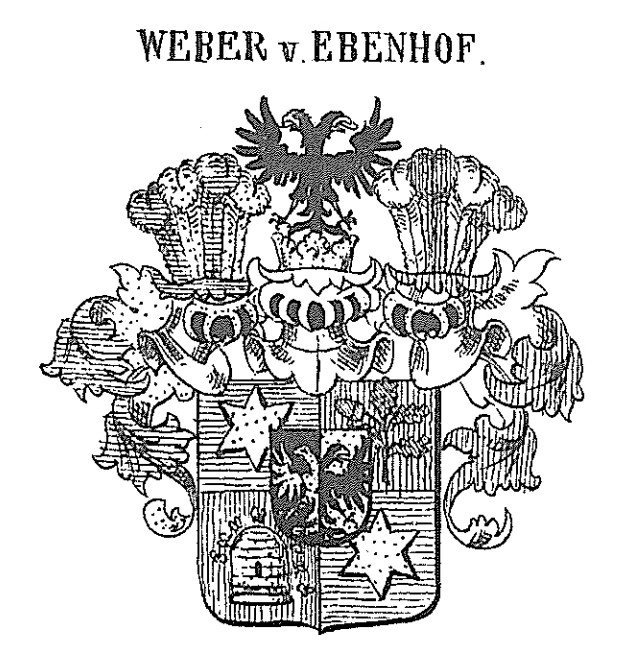
Erb rodu Weberů z Ebenhofu

Narodil se v Cerhenicích u Kolína, kde jeho otec Jakub Weber působil jako panský správce. Ernst vstoupil do státních služeb v roce 1845 jako konceptní praktikant u zemského gubernia v Praze, krátce poté byl přeložen ke krajskému úřadu v Litoměřicích. Po reorganizaci státní správy byl v roce 1849 jmenován okresním komisařem II. třídy u českého místodržitelství a podílel se na činnosti Zemské vyvazovací komise. V letech 1854–1858 byl místodržitelským tajemníkem v Praze, krátce působil také na ministerstvu vnitra ve Vídni. V roce 1859 byl místodržitelským radou u zemské vlády v Krakově, ještě téhož roku byl ale povolán zpět do Prahy, kde byl pak v letech 1859–1868 místodržitelským radou s kompetencí pro správu policejního a stavebního odboru. Poté již natrvalo odešel do Vídně, kde byl ředitelem protokolu ministerské rady (1869–1874) a nakonec dlouholetým sekčním šéfem na ministerstvu orby (1874–1888), od roku 1884 prvním sekčním šéfem.

## Tituly a ocenění
Spolu s bratry byl adoptován svým strýcem Wenzelem Weberem (1781–1865), dlouholetým krajským hejtmanem v Chrudimi. Na základě adopce získal v roce 1865 šlechtický titul rytíře s predikátem von Ebenhof (statek na Šumavě, odkud rodina pocházela). V roce 1880 byl povýšen do stavu svobodných pánů. V roce 1884 obdržel titul c. k. tajného rady s nárokem na oslovení Excelence. Během působení ve státních službách získal několik vyznamenání v Rakousku-Uhersku i v zahraničí.
- rytíř Řádu Albrechtova (1867, Sasko)
- Řád železné koruny III. třídy (1868, Rakousko-Uhersko)
- rytířský kříž Leopoldova řádu (1874, Rakousko-Uhersko)
- komandér Řádu italské koruny (1874, Itálie)
- Řád železné koruny II. třídy (1880, Rakousko-Uhersko)

## Rodina
V roce 1854 se v Praze oženil s Isabelou Stenzelovou (1836–1928), dcera Josefa Stenzela, hospodářského správce u Auerspergů. Z manželství se narodili dva synové. Starší Oskar (1855–1932) sloužil v c. k. armádě a dosáhl hodnosti polního podmaršála, mladší Ernst (1858–1931) působil ve státní správě, nakonec byl sekčním šéfem v císařské kabinetní kanceláři zodpovědným za heraldiku rytířů Řádu zlatého rouna a tajným radou.
Jeho starší bratr Philipp (1818–1900) působil také ve státních službách, byl dlouholetým místodržitelem na Moravě (1872–1874) a místodržitelem v Čechách (1874–1881). Další bratr Ferdinand (1819–1893) proslul jako lékař a děkan Karlovy univerzity. Nejmladší ze sourozenců Moriz (1824–1905) byl státním úředníkem a dlouholetým okresním hejtmanem v Plané. Jejich sestra Johanna byla manželkou průmyslníka a politika Aloise Welze.